# CUS Chieti Calcio a 5
Il CUS Chieti Calcio a 5 era la squadra di calcio a 5 del Centro Universitario Sportivo Gabriele D'Annunzio di Chieti-Pescara. La sezione di calcio a 5 è stata fondata nel 1990 e disputava le gare interne presso il "PalaCUS 2 - Santa Filomena" di Chieti Scalo. La società, per il cumularsi di ingenti debiti, è stata dichiarata fallita il 19 luglio 2019

## Storia
Nella stagione 2013-2014 la società rinunciò all'iscrizione in serie A2 e, mantenendo anzianità e numero di matricola, ripartì dal campionato regionale di serie C2, che vinse al primo tentativo dopo un lungo testa a testa contro il Real Raiano. La stagione seguente la società rinunciò all'iscrizione della prima squadra per potenziare il settore giovanile, assorbendo quello della Minerva C5 e instaurando una collaborazione con la formazione dell'ES Chieti C5.

## Cronistoria
| Cronistoria del CUS Chieti C5 |
| --- |
| - 1990 · Il CUS Chieti istituisce la sezione Calcio a 5. - 1990-91 · ? - 1991-92 · ? - 1992 · Affiliazione alla FIGC. - 1992-93 · ? - 1993-94 · ? - 1994-95 · 1ª nel girone B di Serie B. Promossa in Serie A - 1995-96 · 11ª in Serie A. - 1996-97 · 9ª in Serie A. 2º turno play-off scudetto. - 1997-98 · 12ª in Serie A. Quarti di finale di Coppa Italia. - 1998-99 · 16ª in Serie A, Retrocessa in Serie A2. Sedicesimi di finale di Coppa Italia. - 1999-00 · 3ª nel girone A di Serie A2. Finalista play-off promozione. ? in Coppa Italia di Serie A2. - 2000-01 · 1ª nel girone B di Serie A2. Promossa in Serie A. Quarti di finale di Coppa Italia di Serie A2. - 2001-02 · 12ª in Serie A. Vince i play-out. Ottavi di finale di Coppa Italia. - 2002-03 · 5ª in Serie A. Quarti di finale play-off scudetto. Ottavi di finale di Coppa Italia. - 2003-04 · 13ª in Serie A. Retrocessa in Serie A2, viene ripescata. - 2004-05 · 12ª in Serie A. Retrocessa in Serie A2. Sconfitta nello spareggio promozione-salvezza. Quarti di finale di Coppa Italia. - 2005-06 · 7ª nel girone B di Serie A2. - 2006-07 · 6ª nel girone B di Serie A2. - 2007-08 · 8ª nel girone B di Serie A2. - 2008-09 · 10ª nel girone B di Serie A2. - 2009-10 · 8ª nel girone A di Serie A2. - 2010-11 · 11ª nel girone A di Serie A2. Vince i play-out. - 2011-12 · 11ª nel girone A di Serie A2. Retrocessa in Serie B, viene ripescata. Sconfitta ai play-out. - 2012-13 · 9ª nel girone B di Serie A2. - 2013 · Rinuncia alla Serie A2 e iscrizione in Serie C2 Abruzzo. - 2013-14 · 1ª nel girone A di Serie C2 Abruzzo. Promossa in Serie C1. - 2014- · Attiva nel settore giovanile. |

## Organigramma
- Presidente: Mario Di Marco
- Vice Presidente: Paolo De Angelis
- Direttore Sportivo: Daniele Micomonaco
- Direttore Generale: Saverio Frittella
- Allenatore: Mario Di Marco
- Vice allenatore: Tommaso Palladoro
- Allenatore Under 21: Francesco Cornacchia
- Addetto Stampa:Stefano D'Alessandro
- Consigliere: Giovanni D'Agostino
- Medico sociale: Antonio Montinari
- Fisioterapista: Fabio Di Zacomo

## Rosa 2010-2011
| N° | Naz.               | Ruolo      | Sportivo                    | Anno     |  |  |
| -- | ------------------ | ---------- | --------------------------- | -------- |  |  |
| x  | Brasile (bandiera) | POR        | Mattar Bosco Renan Barbosa  | 14.07.84 |  |  |
| x  | Italia (bandiera)  | DIF        | Francesco Cornacchia        | 29.04.83 |  |  |
| x  | Brasile (bandiera) | DIF        | Márcio Moratelli            | 16.10.70 |  |  |
| x  | Brasile (bandiera) | DIF        | Marcelo Silva Lombardi      | 15.05.74 |  |  |
| x  | Italia (bandiera)  | DIF        | Salatino Giuseppe           | 18.10.85 |  |  |
| x  | Italia (bandiera)  | PIV        | Fabiano Di Muzio            | 09.09.77 |  |  |
| x  | Brasile (bandiera) | PIV        | Alan Gerbasi                | 03.12.79 |  |  |
| x  | Italia (bandiera)  | LAT        | Mincone Ramon               | 24.07.91 |  |  |
| x  | Brasile (bandiera) | UNI        | Antonio Cezar Corregiari    | 27.11.81 |  |  |
| x  | Brasile (bandiera) | LAT        | Eric Da Silva Araujo Mendes | 31.10.88 |  |  |
| x  | Italia (bandiera)  | LAT        | Matteo Ciommi               | 04.12.83 |  |  |
| x  | Italia (bandiera)  | LAT        | Simone D'Alessandro         | 22.09.92 |  |  |
| x  | Italia (bandiera)  | LAT        | Davide Desiderio            | 08.08.91 |  |  |
| x  | Italia (bandiera)  | POR        | Gianluca Tuccella           | 12.04.81 |  |  |
| x  | Italia (bandiera)  | POR        | Roberto Mammarella          | 18.10.90 |  |  |
|    | Italia (bandiera)  | Allenatore | Ugo Morgione                | -        |  |  |